# Glenea mathematica
Glenea mathematica é uma espécie de escaravelho da família Cerambycidae. Foi descrita por James Thomson em 1857.  É conhecida a sua existência na Malásia.

## Subespecie
- Glenea mathematica alysson Pascoe, 1866
- Glenea mathematica anona Pascoe, 1867
- Glenea mathematica mathematica (Thomson, 1857)